# Симеулуе
Симеулуе (Сималур) е индонезийски остров.
Разположен е в източната част на Индийски океан на 150 км западно от остров Суматра. Заема площад от 2310 км кв, с население от 83 000 души (през 2007 г.). Основното население са сималурци, говорещи на сималурски език, влизащ в северната група от ранносуматрански клон на западнозондските (суматранско-явански) езици.
Территорията на острова (заедно с територията на редица близко разположени малки островчета) образува едноименният окръг в състава на провинция Ачех. Най-големият град Синабанг е столица на окръга.
Вярващите са предимно мюсюлмани.
Островът е сред малкото места без жертва по време на силното земетресение в Индийския океан (26 декември 2004). През 1907 г. цунами убива голяма част от местното население. Островните предания са съхранили спомена за отдръпващия се океан и това спасява цялото население на острова, което, виждайки как морето се отдръпва, се евакуира към по-високите части на острова.
В края на март 2005 г. остров Симеулуе, както и близко разположените острови Ниас и Баняк се оказват в епицентъра на подводно земетресение. Цунами с височина от три метра залива крайбрежието на острова причинявайки разрушения и взимайки жертви.